# Mohammad Hossein Behjat Tabrizi
Pour les articles homonymes, voir Tabrizi.

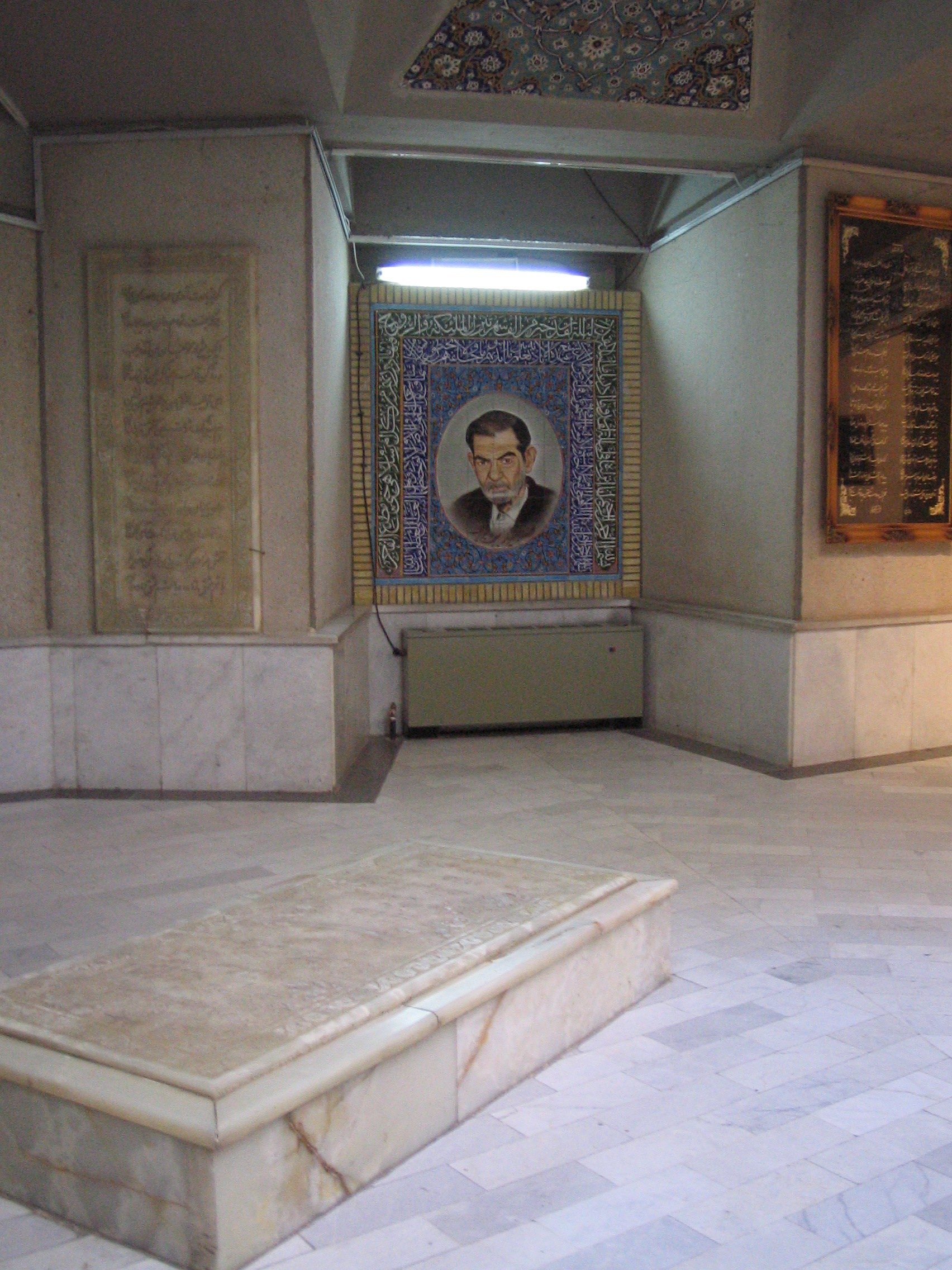
Tombe de Shahriyār au mausolée des poètes, à Tabriz.

Mohammad Hossein Behjat Tabrizi (محمدحسین بهجت تبریزی), dont le nom de plume est Shahriyār (شهریار), était un poète contemporain iranien.

## Sa vie
Né en 1906 à Tabriz, il étudie le Divan de Hafez sous la supervision de son père (il a d'ailleurs suivi toute son école primaire à la maison avec son père qui était avocat pour maître). Sa première éducation formelle a été suivie à  l'école secondaire Motahari à Tabriz puis à l'école Dar-ol Fonoun à Téhéran. Il abandonne ses études de médecine juste avant son diplôme pour aller dans le Khorasan, à un moment où il tombe amoureux. Il trouve un travail de notaire à Nichapur puis travaille ensuite à la Banque Keshavarzi. Il publie initialement ses poèmes sous le nom de Behjat puis a changé ensuite pour Shahriyār.

## Sa Carrière
Ayant étudié le Divan de Hafez depuis son plus jeune âge, il a eu un intérêt très développé pour ce chef-d'œuvre et a peu à peu découvert son talent, ses sensations et sentiments lui permettant de composer ses propres poèmes. Le travail de ce poète s'est d'abord manifesté par la composition de poèmes tragiques. Les années passant, il a composé de très nombreux poèmes, jusqu'à ce qu'il réussisse finalement à publier un recueil de poèmes de littérature persane contemporaine.
Son premier poème composé à l'âge de sept ans était en langue azérie, et le second a été composé à l'âge de neuf ans en persan. Il a peut-être essayé de composer une autobiographie sous la forme de poèmes, puisque le lecteur peut retracer la biographie de Shahri'yâr en lisant son divan. Nombre de ces souvenirs, tout à la fois amers et tendres se retrouvent dans ses livres, Hazyan Del, Heydar Baba, Mumia'ii et Fable de la nuit. Il a aussi écrit un recueil de poèmes épiques intitulé Takhte Jamshid (le nom persan pour Persépolis) qui révèle l'imagination fertile du poète. Shahri'yâr a composé ses poèmes en utilisant diverses formes poétiques: des quatrains, des couplets, des odes et des élégies.
Heydar Baba, composé en azéri et plus tard traduit en persan est considéré comme un de ses travaux majeurs. En fait, ce n'est pas seulement son meilleur livre, mais aussi le recueil de poésie turque azérie le plus intéressant jamais publié par un iranien. Le livre a longtemps été parmi les plus vendus d'Iran. Heydar Baba est le nom d'une montagne où le poète a passé une partie de son enfance.
Shahriyār jouait aussi très bien du seh târ (un instrument de musique iranien à 3 ou 4 cordes, dont la sonorité est pareille au Sitar) et avait un grand intérêt pour la musique. Il était aussi calligraphe. À l'aide de son imagination fertile et sa créativité, il démontre son esprit poétique sensible à travers tous ses livres. On peut aussi sentir une inclination certaine à l'innovation dans ses travaux. La majeure partie de ses livres sont en fait des paroles pouvant être chantées.

## Ses réalisations
Une des raisons de son succès est la simplicité des mots qu'il emploie. Utilisant son talent poétique pour introduire de l'argot et du langage courant persan dans ses poèmes, sa poésie peut être comprise par tous. C'est pourquoi le public trouve ses mots familiers, compréhensibles et efficaces. C'est dans ce contexte que sa poésie peut être distinguées parmi les poètes de son temps.
Il est mort en 1988, et est enterré dans un mausolée qui lui est consacré au milieu d'un jardin public à Tabriz.

## Musicalité de ses poèmes
Un poème de Shahriyār traduit en français par Kyan Amini (le 26 décembre 2008) :
Arrives-tu enfin, chérie, pour me mépriser
Si tard, infidèle, sinon pour me torturer
Ma jeunesse, je te l’ai sacrifiée
Épargne-moi donc de tes charmes attardés